# Пам'ятки історії Амвросіївського району
У Амвросіївському районі Донецької області на обліку перебуває 45 пам'яток історії.

## Пам'ятки історії
| № пп                                 | Охоронний №       | Найменування | Місцезнаходження                                   | Рік                 | Автор                                            | Рішення                                           | Фото              |
| місто Амвросіївка                    | місто Амвросіївка | місто Амвросіївка | місто Амвросіївка                                  | місто Амвросіївка   | місто Амвросіївка                                | місто Амвросіївка                                 | місто Амвросіївка |
| ------------------------------------ | ----------------- | --- | -------------------------------------------------- | ------------------- | ------------------------------------------------ | ------------------------------------------------- | ----------------- |
| 1.                                   | 737               | Братська могила радянських воїнів і пам'ятник односельчанам. | Вулиця ХХІІ з'їзду КПРС                            | 1967                | Скульптор: Баранов М. А.                         | 17 грудня 1969 року № 724                         |                   |
| 2.                                   | 3102              | Пам'ятний знак загиблим воїнам-афганцям. | Вулиця Краснодонців, парк «Ювілейний»              | 1991                | -                                                | 29 березня 1992 року № 161                        |                   |
| 3.                                   | 772               | Пам'ятник В. І. Леніну | Площа ім. Леніна                                   | 1967 1980           | Скульптор: Страхов А. В. Архітектор: Говдя В. І. | Рішення РМ УРСР від 4 вересня 1973 року № 8529/59 |                   |
| 4.                                   | 3123              | Могила Пархомчука В. В, воїна-афганця, рядового. | Цвинтар, центральна частина                        | 1985                | -                                                | 14 липня 1993 року № 419                          |                   |
| 5.                                   | 3127              | Могила Шпорта С.А, воїна-афганця. | Цвинтар, центральна частина                        | 1983                | -                                                | 14 липня 1993 року № 419                          |                   |
| Войковська селищна рада              |                   | |                                                    |                     |                                                  |                                                   |                   |
| 45.                                  | 773               | Пам'ятник В. І. Леніну | смт Копані                                         | 1957                | Скульптор Шеховцов В. М.                         | 17 грудня 1969 року № 724                         |                   |
| 6.                                   | 749               | Братська могила радянських воїнів Південного фронту і пам'ятник односельчанам.                                                                                      | смт Копані                                         | 1967                | -                                                | 17 грудня 1969 року № 724                         |                   |
| 7.                                   | 724               | Братська могила радянських воїнів Південного фронту. | селище Обрізне                                     | 1958                | -                                                | 17 грудня 1969 року № 724                         |                   |
| Кутейниківська селищна рада          |                   | |                                                    |                     |                                                  |                                                   |                   |
| 8.                                   | 761               | Братська могила радянських воїнів Південного фронту. | смт Кутейникове                                    | 1957 1989           |                                                  |                                                   |                   |
| 9.                                   | 760               | Братська могила радянських воїнів Південного фронту і пам'ятник односельчанам.                                                                                      | смт Кутейникове                                    | 1951 1981           | Скульптор: Шеховцов В. М.                        | 17 грудня 1969 року № 724                         |                   |
| 10.                                  | 3122              | Могила Зазимка В. Б., воїна-афганця, рядового. | смт Кутейникове                                    | 1987                | -                                                | 14 липня 1993 р. № 419                            |                   |
| 11.                                  | 758               | Братська могила радянських воїнів Південного фронту. | селище Металіст                                    | 1975                | Скульптор: Шеховцов В. М.                        | 17 грудня 1969 року № 724                         |                   |
| Новоамвросіївська селищна рада       |                   | |                                                    |                     |                                                  |                                                   |                   |
| 12.                                  | 763               | Братська могила радянських воїнів і пам'ятник односельчанам. | смт Новоамвросіївське                              | 1958 1978           | Скульптор: Баранов М. А.                         | 17 грудня 1969 року № 724                         |                   |
| Артемівська сільська рада            |                   | |                                                    |                     |                                                  |                                                   |                   |
| 13.                                  | 739               | Братська могила радянських воїнів Південного фронту і пам'ятник односельчанам.                                                                                      | с. Артемівка                                       | 1957 1987           | -                                                | 17 грудня 1969 року № 724                         |                   |
| 14.                                  | 738               | Братська могила радянських воїнів Південного фронту і пам'ятник односельчанам.                                                                                      | с. Карпово-Надеждинка                              | 1957 1987           | -                                                | 17 грудня 1969 року № 724                         |                   |
| Білоярівська сільська рада           |                   | |                                                    |                     |                                                  |                                                   |                   |
| 15.                                  | 741               | Братська могила радянських воїнів і пам'ятник односельчанам. | с. Білоярівка                                      | 1957 1974, 1987     | Скульптор: Баранов М. А.                         | 17 грудня 1969 року № 724                         |                   |
| 16.                                  | 3121              | Могила Дейнеки О. М, воїна-афганця рядового. | с. Білоярівка, цвинтар, південно-східна частина    | 1988                | -                                                | 14 липня 1993 року № 419                          |                   |
| 17.                                  | 742               | Братська могила радянських воїнів, військовополонених і пам'ятник односельчанам.                                                                                    | селище Нижньокринське                              | 1978                | Скульптор: Баранов М. А.                         | 5 вересня 1973 року № 475                         |                   |
| Благодатнівська сільська рада        |                   | |                                                    |                     |                                                  |                                                   |                   |
| 44.                                  | 774               | Родова садиба поміщика Міхалкова | селище Калинове                                    | Кінець XIX століття |                                                  | 8 квітня 1992 року № 92                           |                   |
| 18.                                  | 733               | Братська могила радянських військовополонених, воїнів і пам'ятник односельчанам.                                                                                    | с. Благодатне                                      | 1957 1967           | Скульптор: Баранов М. А.                         | 17 грудня 1969 року № 724                         |                   |
| 19.                                  | 3126              | Могила Чернікова В С, воїна-афганця. | с. Благодатне, цвинтар колишнього с. Краснівка     | 1982                | -                                                | 14 липня 1993 року № 419                          |                   |
| 20.                                  | 745               | Братська могила радянських воїнів Південного фронту і пам'ятник односельчанам.                                                                                      | с. Велике Мішкове                                  | 1968                | Скульптор: Шеховцов В. М.                        | 17 грудня 1969 року № 724                         |                   |
| 21.                                  | 743               | Братська могила радянських воїнів і пам'ятник односельчанам. | селище Родники                                     | 1957 1987           | -                                                | 17 грудня 1969 року № 724                         |                   |
| Василівська сільська рада            |                   | |                                                    |                     |                                                  |                                                   |                   |
| 22.                                  | 746               | Братська могила радянських воїнів Південного фронту, жертв фашизму і пам'ятник односельчанам.                                                                       | с. Василівка                                       | 1967                | -                                                | 17 грудня 1969 року № 724                         |                   |
| 23.                                  | 748               | Братська могила радянських воїнів Південного фронту і пам'ятник односельчанам.                                                                                      | с. Мокроєланчик                                    | 1965 1983           | Скульптор: Баранов М. А.                         | 17 грудня 1969 року № 724                         |                   |
| 24.                                  | 771               | Могила воєнкома Сєрбіна Г. Є. | с. Мокроєланчик                                    | 1969                | -                                                | 17 грудня 1969 року № 724                         |                   |
| 25.                                  | 3124              | Могила Галігузова Олександра Владиславовича, воїна-афганця. | с. Мокроєланчик, цвинтар, південно-західна частина | 1983                | -                                                | 14 липня 1993 року № 419                          |                   |
| 26.                                  | 3125              | Могила Шепетенка Геннадія Володимировича, воїна-афганця, рядового.                                                                                                  | с. Мокроєланчик, цвинтар, південно-східна частина  | 1983                | -                                                | 14 липня 1993 року № 419                          |                   |
| 27.                                  | 747               | Братська могила радянських воїнів Південного фронту. | с. Петропавлівка                                   | 1957                | -                                                | 17 грудня 1969 року № 724                         |                   |
| Єлизавето-Миколаївська сільська рада |                   | |                                                    |                     |                                                  |                                                   |                   |
| 28.                                  | 755               | Братська могила радянських воїнів і пам'ятник односельчанам. | с. Єлизавето-Миколаївка                            | 1957 1984           | -                                                | 17 грудня 1969 року № 724                         |                   |
| Зеленівська сільська рада            |                   | |                                                    |                     |                                                  |                                                   |                   |
| 29.                                  | 756               | Братська могила радянських воїнів. | с. Зелене                                          | 1957 1978           | Скульптор: Гевеке П. П.                          | 17 грудня 1969 року № 724                         |                   |
| Кленівська сільська рада             |                   | |                                                    |                     |                                                  |                                                   |                   |
| 30.                                  | 757               | Братська могила радянських воїнів і пам'ятник односельчанам. | селище Кленівка                                    | 1965 1983           | -                                                | 17 грудня 1969 року № 724                         |                   |
| Лисиченська сільська рада            |                   | |                                                    |                     |                                                  |                                                   |                   |
| 31.                                  | 762               | Братська могила радянських воїнів Південного фронту. | селище Лисиче                                      | 1969                | -                                                | 17 грудня 1969 року № 724                         |                   |
| 32.                                  | 3120              | Могила Болтая Юрія Миколайовича, воїна-афганця, рядового. | селище Лисиче, цвинтар, західна частина            | 1989                | -                                                | 14 липня 1993 року № 419                          |                   |
| Многопільська сільська рада          |                   | |                                                    |                     |                                                  |                                                   |                   |
| 33.                                  | 740               | Братська могила радянських воїнів Південного фронту і пам'ятник односельчанам.                                                                                      | с. Многопілля                                      | 1957 1967           | Автор: Зоріна Н. Т.                              | 17 грудня 1969 року № 724                         |                   |
| Новоіванівська сільська рада         |                   | |                                                    |                     |                                                  |                                                   |                   |
| 34.                                  | 734               | Братська могила борців за Радянську владу, радянських воїнів і пам'ятник односельчанам.                                                                             | с. Новоіванівка                                    | 1967                | -                                                | 17 грудня 1969 року № 724                         |                   |
| 35.                                  | 767               | Братська могила радянських воїнів Південного фронту і пам'ятник односельчанам.                                                                                      | с. Верхньоєланчик                                  | 1958                | -                                                | 17 грудня 1969 року № 724                         |                   |
| 36.                                  | 765               | Братська могила радянських воїнів Південного фронту. | с. Ольгинське                                      | 1975                | -                                                | 17 грудня 1969 року № 724                         |                   |
| 37.                                  | 766               | Братська могила радянських воїнів Південного фронту. | с. Павлівське                                      | 1964                | -                                                | 17 грудня 1969 року № 724                         |                   |
| 38.                                  | 764               | Братська могила радянських воїнів і пам'ятник односельчанам. | селище Улянівське                                  | 1962 1981           | Скульптор: Баранов М. А.                         | 17 грудня 1969 року № 724                         |                   |
| Олексіївська сільська рада           |                   | |                                                    |                     |                                                  |                                                   |                   |
| 39.                                  | 754               | Братська могила радянських воїнів Південного фронту. | с. Олексіївське                                    | 1973 1987           | Скульптор: Гевеке П. П.                          | 17 грудня 1969 року № 724                         |                   |
| 40.                                  | 736               | Меморіальний комплекс: могила Вертели С. Ф., організатора колгоспного будівництва, вбитого кулаками 1933 року; братська могила радянських воїнів Південного фронту. | с. Григорівка                                      | 1973                | Скульптор: Гевеке П. П.                          | 17 грудня 1969 року № 724                         |                   |
| Степано-Кринська сільська рада       |                   | |                                                    |                     |                                                  |                                                   |                   |
| 41.                                  | 770               | Братська могила комсомольців-підпільників і радянських воїнів. | с. Степано-Кринка                                  | 1957 1983           | Скульптор: Гевеке П. П.                          | 17 грудня 1969 року № 724                         |                   |
| Успенська сільська рада              |                   | |                                                    |                     |                                                  |                                                   |                   |
| 42.                                  | 735               | Меморіальний комплекс: Братська могила борців за Радянську владу; Братська могила радянських воїнів Південного фронту; Пам'ятник односельчанам.                     | с. Успенка                                         | 1976                | Скульптор: Баранов М. А.                         | 17 грудня 1969 року № 724                         |                   |
| 43.                                  | 769               | Братська могила радянських воїнів Південного фронту. | с. Калинове                                        | 1957                | -                                                | 17 грудня 1969 року № 724                         |                   |